# Jackie Curtis
John Curtis Holder, Jr., meglio conosciuta come Jackie Curtis (New York, 19 febbraio 1947 – New York, 15 maggio 1985), è stata un'attrice, poetessa e commediografa statunitense transgender.

## Vita e carriera
Curtis nasce a New York City da John Holder, Sr. e dall'italoamericana Jenevive Uglialoro. Curtis spende parte della propria vita vivendo e recitando a volte da uomo (spesso scegliendo di impersonare James Dean) e a volte da donna. Nelle sue performance da drag queen era solito portare rossetto, brillantini sugli occhi, capelli rossi cotonati e calze strappate.
Questo stile unico, una combinazione di trash e glamour che Curtis inaugura alla fine degli anni sessanta del XX secolo in night club come il Max's Kansas City, ha portato a co nsiderarla come fonte d'ispirazione per i personaggi Glitter rock o Glam rock degli anni settanta.